# Apetaenus australis
Apetaenus australis är en tvåvingeart som först beskrevs av Frederick Wollaston Hutton 1902.  Apetaenus australis ingår i släktet Apetaenus och familjen Canacidae. Inga underarter finns listade i Catalogue of Life.